# Henri Magnan
Henri Magnan (* 2. September 1831 in Valence; † 3. Juli 1872 in Toulouse) war ein französischer Geologe.
Magnan ging in Valence und Aubenas zur Schule sowie auf das Lyzeum in Grenoble. Danach besuchte er die Bergbauschule in Saint-Etienne, verließ sie aber um seinem Vater bei der Erkundung von Kohlevorkommen zu helfen. Er untersuchte Vorkommen in Castanet, Saint-Génès (Hérault), Brassac (Cantal), Polonge, la Souche, Ouzy und am Aveyron (an letzterem Ort untersuchte er Blei-Silber-Erze). Danach untersuchte er Kohlevorkommen in Spanien (Asturien, Sierra Morena). Ab 1864 war er in Toulouse, wo er mit großem Eifer und Erfolg bei Alexandre Félix Gustave Achille Leymérie Geologie studierte. Schwerpunkt war die Erforschung der Pyrenäen. 
1867 entdeckte er in den Corbières die Avicula contorta Zone. Die Formation aus dem Rhät an der Grenze von Trias zu Jura ist im Südosten Frankreichs weit verbreitet. Er konnte auch Gips-Formationen im Département Aude, die vorher der Jura (Lias) zugeordnet wurden und hydrothermal gebildet worden waren, dem Trias zuweisen. Weiter untersuchte er die Stratigraphie von Karbon und Perm in den Corbières. 
Danach untersuchte er die Kreide-Formationen in den Pyrenäen und konnte dort als erster die Stufen Cenomanium (als erste Stufe der Oberkreide), Aptium und Albium (Unterkreide) nachweisen.
1869 untersuchte er die Geologie und speziell die Jura-Stratigraphie im Département Tarn und Département Tarn-et-Garonne. Das Gebiet ist durch die Ausläufer des Zentralmassivs variszisch geprägt (mit großflächigen Plutoniten und metamorphen Umprägungen, Montagne Noires, Sidobre), es finden sich aber auch jurassische Ablagerungen (Causses du Quercy). Er meinte auch eine stratigraphische Inkonsistenz auflösen zu können, in dem er eine Formation im Grésigne in das Zechstein datierte. Das bestätigte sich zwar nicht, aber Perm-Vorkommen fanden sich später in der weiteren Umgebung (östlich der Grésigne).
Er entdeckte die Rolle von Verwerfungen (er fand die Verwerfung (faille) von Marnaves, die später Verwerfung von Villefranche genannt wurde) und Flusserosion in der Landschaftsgestaltung und klärte die Datierung alter Flussterrassen. Diese Ideen wurden von seinem Freund Gustave-Marie Bleicher übernommen und auf andere Landesteile (Vogesen) übertragen.
Viele seiner Arbeiten blieben wegen seines frühen Todes unvollendet. In der kurzen Zeit von 1867 bis 1872 veröffentlichte er 22 Arbeiten.

## Schriften
- Etude des formations secondaires des bords sud-ouest du plateau central de la France entre les vallées de la Vère et du Lot, Bulletin de la Société d’histoire naturelle de Toulouse 1869
- Notice sur le terrain quaternaire des bords de la Montagne Noire entre Castres et Carcassonne et sur l’ancien lit de l’Agout. Bulletin de la Société d’Histoire naturelle de Toulouse, Band 4, 1870, S. 120.